# مصر ما قبل التاريخ

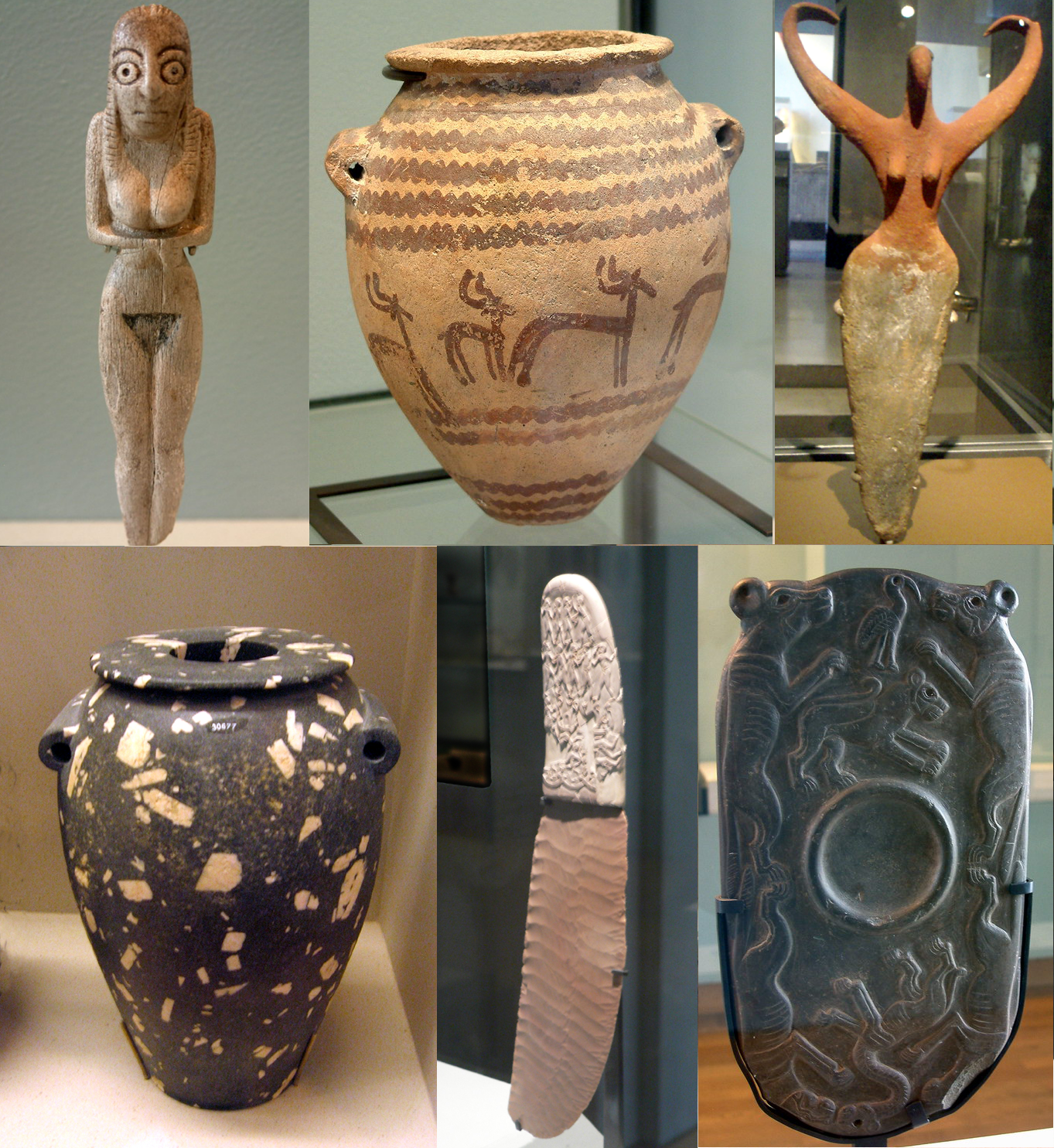
تماثيل وأدوات وأواني من عصر ما قبل الأسرات في مصر.

ما قبل التاريخ في مصر يدور حول الفترة الممتدة من أقدم مستوطنة بشرية إلي بداية عصر الأسر المصرية المبكرة حوالي عام 3100 ق.م، بدءًا بالفرعون الأول، نعرمر وفقا لبعض علماء المصريات، أو حور عحا وفقا لآخرين (المسمى أيضا مينا). حقبة ما قبل الأسر تتزامن تقليديا مع الجزء الأخير من العصر الحجري الحديث بدءًا من القرن 6000 ق.م، وتوافق حقبة حضارة نقادة الثالثة.
تم تحديد تواريخ فترة ما قبل الأسر قبل أن يبدأ التنقيب الأثري على نطاق واسع في مصر، وأدت النتائج الحديثة التي تشير إلى تطور تدريجي في حقبة ما قبل الأسر إلى جدل حول متى انتهت تحديدا حقبة ما قبل الأسر. وبالتالي، فإن مصطلح «عصر نشأة الأسر» والمسمى أحيانا «السلالة صفر» استخدمه العلماء لوصف الجزء الذي قد يكون قبل الأسر للبعض أو مرحلة الأسر المبكرة للبعض الآخر.
تقسم مرحلة ما قبل الأسر عموما إلى عصور حضارية، تسمى كل واحدة منها حسب المكان الذي وجد فيه نوع محدد من المستوطنات المصرية لأول مرة. مع ذلك، فإن التطور التدريجي ذاته الذي يميز عصر نشأة الأسر موجود أيضًا في مرحلة ما قبل الأسر بالكامل، ويجب ألا يتم فهم «الحضارات» المختلفة على أنها كيانات منفصلة وإنما بشكل كبير هي انقسامات ذاتية مستخدمة لتسهيل دراسة تلك المرحلة بالكامل.
تواجدت الغالبية العظمة من الاكتشافات الأثرية من مرحلة قبل الأسر في مصر العليا، نظرا لتراكم طمي نهر النيل بشكل أكبر في منطقة الدلتا، دافنا بشكل كامل أغلب مناطق الدلتا قديما قبل العصور الحديثة بكثير.

## أواخر العصر الحجري القديم
بدأت أواخر العصر الحجري القديم في مصر حوالي عام 30000 ق.م. وجد هيكل نزلة خاطر في عام 1980 وتم تأريخه في عام 1982، بناء على 9 عينات، أن عمره يتراوح بين 30360 إلى 35100 عام. وتعد هذه العينة الوحيدة لهيكل بشري حديث وكامل من العصر الحجري القديم في أفريقيا.
كشف التنقيب في نهر النيل عن أدوات العصر الحجري القديم. تواجدت أقدم صناعات هذا العصر في نطاق 30 متر (100 قدم) من النهر، وشملت الشيلينية، الأشولينية البدائية ونموذج مصري من الكلاكتونية. نشأت الأشولينية في نطاق الـ15 متر (50 قدم) من النهر. ذكرت أصلا كجزء من الثقافة الموستيرية ولكن تغيرت لاحقا إلى اليفاولية، وجدت أدوات أخرى في نطاق الـ10 أمتار (30 قدم). نطاق الـ3 و4.5 أمتار (10-15 قدم) شهد نسخة أكثرا تطورا من اليفاولية، والتي ذكرت أولًا على أنها نسخة مصرية من الثقافة الموستيرية. وأخيرا فقد وجدت أيضا أدوات من التكنولوجيا السيبيلية المصرية ونسخة مصرية من التكنولوجيا العاترية.

### وادي حلفا
بعض من أقدم المباني المعروفة تم اكتشافها في مصر بواسطة عالم الآثار فالديمار خيميليفسكي على طول الحد الجنوبي بالقرب من وادي حلفا. [متى؟] كانت تلك البناءات متحركة - سهلة التفكيك، النقل ثم يعاد تجميعها - ما وفر للصيادين سكنا شبه دائم.

### الصناعة العاترية
وصل صنع الأدوات العاترية مصر القرن 40000 ق.م.

### صناعة خور موسى
بدأت صناعة خور موسى في مصر بين عامي 30000 و 40000 ق.م. اخترع الخور موسيين أدواتًا ليست فقط من الحجارة ولكن أيضًا من عظام الحيوانات والهيماتيت. كما صنعوا أيضا رؤوس أسهم صغيرة مشابهة لتلك الخاصة بالأمريكان الأصليين، ولكن لم يتم العثور على أقواس. انتهت صناعة خور موسى حوالي عام 16000 ق.م مع ظهور حضارات أخرى في المنطقة، بما فيها الجيمانية (ترجمة غير دقيقة).

## العصر الحجري الوسيط

### حضارة حلفا
ازدهرت حضارة حلفا بطول وادي النيل في مصر والنوبة بين عامي 18000 و15000 ق.م، رغم أن أحد مواقع حلفا يعود لما قبل 24000 ق.م. عاش الناس على نظام غذائي معتمد على حيوانات القطيع الكبيرة والتقاليد الخور موسية في صيد السمك. ويرمز وجود كثافة أكبر من الآثار إلى أنهم لم يكونوا ملتزمين بالتجول الموسمي، وإنما استقروا لفترات أطول.[بحاجة لمصدر]ويتم اعتبار تلك الحضارة الحضارة الأم للصناعة الإيبيروموريسية، والتي انتشرت عبر الصحراء الكبرى وإلى اسبانيا. في المقابل، كانت حضارة حلفا مشتقة من الصناعة الخور موسية، والتي اعتمدت على الصيد المتخصص وصيد السمك وتجميع التقنيات من أجل العيش. بقايا المواد الأولية لهذه الحضارة هي الأدوات الحجرية، الرقائق والعديد من اللوحات الصخرية.

### الحضارة القدانية
تعد الحضارة القدامية (13000-9000 ق.م) واحدة من صناعات العصر الحجري الوسيط وقد نشأت، وفقا للأدلة الأثرية، في مصر العليا (جنوب مصر حاليا) منذ 15000 عام تقريبا  تقدر مدة استمرار المعيشة على الطريقة القدانية بنحو 4000 عام. وقد تميزت بالصيد، بالإضافة إلى أسلوب فريد في جمع الغذاء والذي تضمن تجهيز واستهلاك الأعشاب البرية والحبوب. بذل القدانيون مجهودات منهجية لسقي، عناية وحصد النباتات المحلية، أما الحبوب فلم تتم زراعتها في صفوف منظمة.
ما يقارب عشرون موقع أثري في أعالي النوبة تظهر الدليل على وجود ثقافة طحن الحبوب لدى القدانيين. كما كان القدانيون يقومون بحصاد الحبوب البرية على امتداد نهر النيل أثناء بداية مرحلة Sahaba Daru للنيل، عندما تسبب الجفاف في الصحراء الكبرى في انسحاب سكان الواحات الليبية  نحو وادي النيل.  من بين مواقع الحضارة القدانية توجد مقبرة جبل الصحابة، والتي ترجع إلى العصر الحجري الوسيط.
قام شعب قدان بتطوير المناجل والرحى للمساعدة في جمع ومعالجة تلك الأغذية النباتية قبل استهلاكها. مع ذلك، فليس هناك مؤشرات إلى استخدام تلك الأدوات بعد حوالي عام 10000 ق.م. عندما حل محلهم الصيادين.

### الحضارة السيبيلية
في مصر، تشير تحاليل حبوب اللقاح التي عثر عليها في مواقع أثرية إلى أن الحضارة السيبيلية (المعروفة أيضا بحضارة إسنا) كانت تجمع القمح والشعير. أما البذور المستأنسة فلم يتم العثور عليها (نشأ القمح والشعير الحديث في آسيا الصغرى وكنعان). وقد تم افتراض أن نمط الحياة الحضري الذي استخدمه الفلاحون أدى إلى زيادة الرفاهية، ما كان ضارا بالزراعة وأدى إلى نهاية تلك المرحلة.

### الحضارة الحريفية
يعتبر الحريفيون مهاجرين من الفيوم والصحراء الشرقية في مصر أثناء أواخر العصر الحجري الوسيط ليندمجوا مع حضارة العصري الحجري الحديث ب ما قبل صناعة الفخار (PPNB)، والتي كان تجميع أدواتها مشابها لذلك الخاص بالحريفيين. أدى هذا الاستيعاب إلى المجمع الرعوي البدوي حول العالم العربي، وهي مجموعة من الحضارات التي اخترعت الرعي البدوي، وربما تكون الثقافة الأصلية التي نشرت اللغات السامية الأم عبر بلاد الرافدين

## العصر الحجري الحديث

### مصر السفلى

#### حضارة الفيوم أ

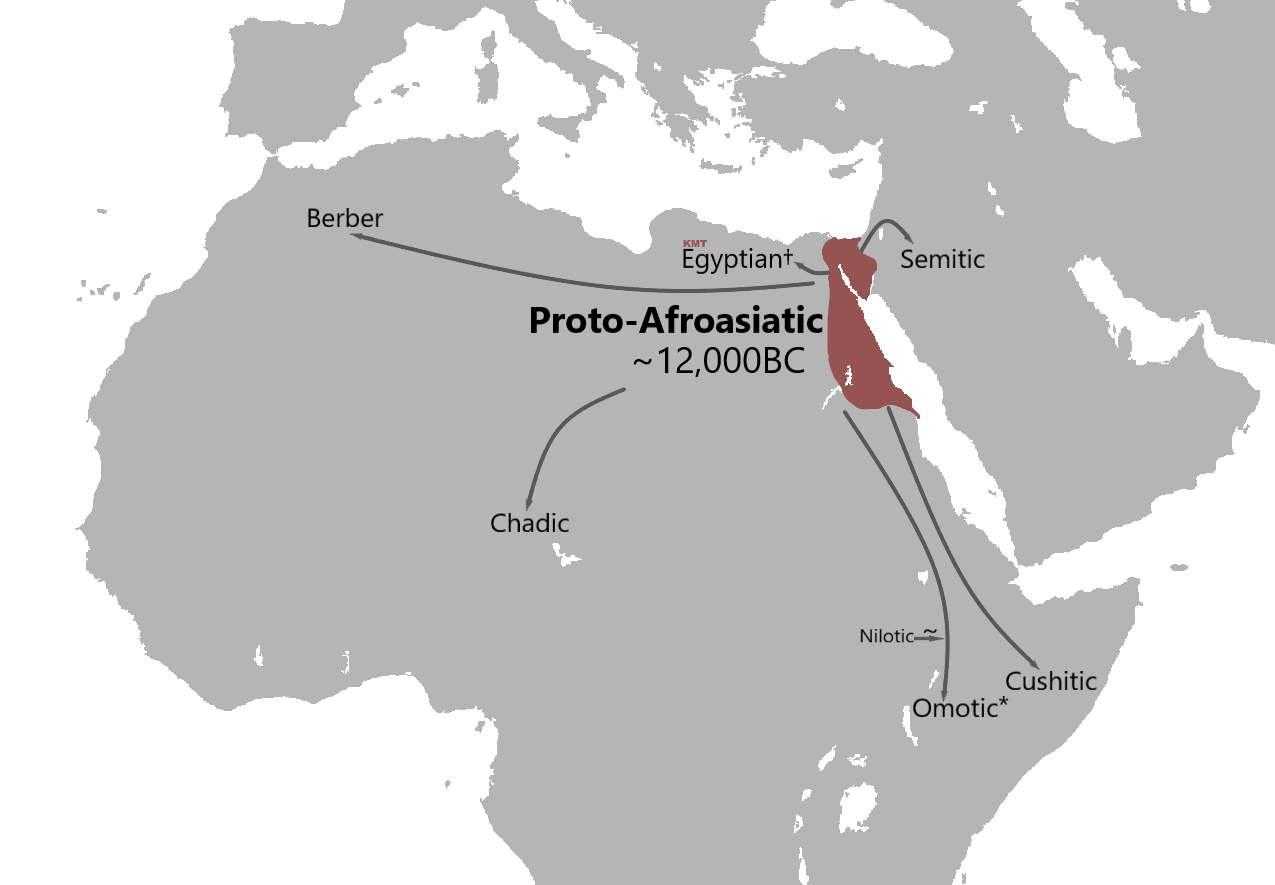
امتداد اللغات الأفروآسيوية. توضح المرحلة الثانية نشأة اللغات السامية.

التوسع المستمر للصحراء أجبر الأسلاف المصريون الأوائل على الاستقرار حول نهر النيل بشكل أكثر دواما واتباع نمط حياة أكثر تحضرا.
لم تترك الفترة من 9000 إلى 6000 ق.م إلا قليلا للغاية في طريق الاكتشاف الأثري. نحو عام 6000 ق.م، ظهرت مستوطنات العصر الحجري الحديث في جميع أرجاء مصر. ونسبت الدراسات المبنية على بيانات مورفولوجية و جينية  وأثرية  هذه المستوطنات إلى المهاجرين من الهلال الخصيب في الشرق الأدنى أثناء عودتهم خلال فترة العصر الحجري الحديث المصري والشمال أفريقي محضرين الزراعة إلى المنطقة. مع ذلك، فقد نشأت الزراعة بشكل مستقل في مناطق أخرى في أفريقيا في نفس الوقت تقريبا في: مرتفعات إثيوبيا والساحل وغرب أفريقيا.
وقد ربطت بعض البيانات المورفولوجية والعينات المأخوذة بعد الجمجمة أقدم الشعوب الزراعية في الفيوم ومريمدة والبداري بشعوب الشرق الأدنى. مع ذلك، فإن بعض البيانات الأثرية تقترح أيضا أن مستأنسات الشرق الأدنى تم إدراجها في استراتيحة بحث عن الطعام موجودة مسبقا وتطورت ببطء لتصبح نمط حياة كامل، بالتناقض مع ما قد يتم توقعه من مستعمرين مستوطنين من الشرق الأدنى. أخيرا، فإن أسامي مستأنسات الشرق الأدنى الصادرة إلى مصر لم تكن كلمات سومرية أو تابعة للغة السامية الأم،  ما يقلل أكثر من احتمالية استعمار المهاجرين الجماعي لمصر السفلى أثناء التحول للزراعة.
ظهر النسج للمرة الأولى خلال فترة الفيوم أ. على عكس لاحقيهم، دفن سكان هذه المرحلة موتاهم قريبا جدا من مستوطناتهم بل حتى بداخلها أحيانا.
رغم أن المواقع الأثرية لا تكشف سوى القليل عن تلك المرحلة، إلا أن فحص للكلمات المصرية العديدة لكلمة «مدينة» يعطي قائمة نظرية لأسباب استقرار المصريين. في مصر العليا،  تشير المصطلحات إلى التجارة، وحماية الماشية، وأرض مرتفعة كملجأ للفيضانات، ومواقع مقدسة للآلهة.

#### حضارة مريمدة
منذ عام 5000 إلى 4200 ق.م، ازدهرت حضارة مريمدة في مصر السفلى - حتى الآن لم تعرف تلك الحضارة إلا بموقع مستوطنة كبير على حافة الدلتا الغربية -. وتمتلك تلك الحضارة روابط قوية بحضارة الفيوم أ بالإضافة إلى بلاد الشام. عاش الناس في أكواخ صغيرة، وأنتجوا منتجات فخارية بسيطة غير مزخرفة وامتلكوا أدوات حجرية. تمت تربية المواشي، والخرفان، والماعز والخنازير. كما تمت زراعة القمح، والشعير، والذرة. دفن شعب مريمدة موتاهم داخل مستوطناتهم وصنعوا تماثيل طينية. تعود أول رأس طينية بالحجم الحقيقي في مصر إلى حقبة مريمدة.

#### حضارة العمري
تعرف حضارة العمري من مستوطنة صغيرة بالقرب من القاهرة الحديثة. على ما يبدو فقد عاش الناس في أكواخ، لكن لم ينجو منها سوى بعض الأطلال والحفر. لم يكن الفخار مزخرفا. وتضمنت الأدوات الحجرية الرقائق الصغيرة، والفؤوس، والمناجل. لم تكن المعادن قد عرفت بعد. كانت مواقعهم مأهولة من عام 4000 ق.م. حتى الفترات القديمة.

#### حضارة بوتو المعادي
حضارة المعادي (والمسماة حضارة بوتو المعادي أيضًا) هي أهم حضارات مصر السفلى في مرحلة ما قبل التاريخ بالتزامن مع حضارتي نقادة I و II في مصر العليا. اشتهرت هذه الحضارة من حي المعادي قرب القاهرة، ولكنها تواجدت في العديد من الأماكن الأخرى من الدلتا حتى الفيوم. اشتهرت هذه الحضارة بالتطور في المعمار والتكنولوجيا. كما اتبعت سابقاتها من الحضارات فيما يتعلق بالخزف غير المزخرف.
كان النحاس معروفا أيضا، وتم العثور على بعض الفؤوس النحاسية. كان الفخار بسيطا وغير مزخرف وأظهر في بعض نماذجه روابط قوية مع جنوب فلسطين. [بحاجة لمصدر]
عاش الناس في أكواخ صغيرة، محفورة جزئيا في الأرض. ما وتم دفن الأموات في مقابر ولكن مع القليل من المرفقات الجنائزية. استبدلت حضارة المعادي بحضارة نقادة III وسواء حدث هذا عن طريق الغزو أم التسلل، يبقى هذا سؤالا مطروحا .

### مصر العليا

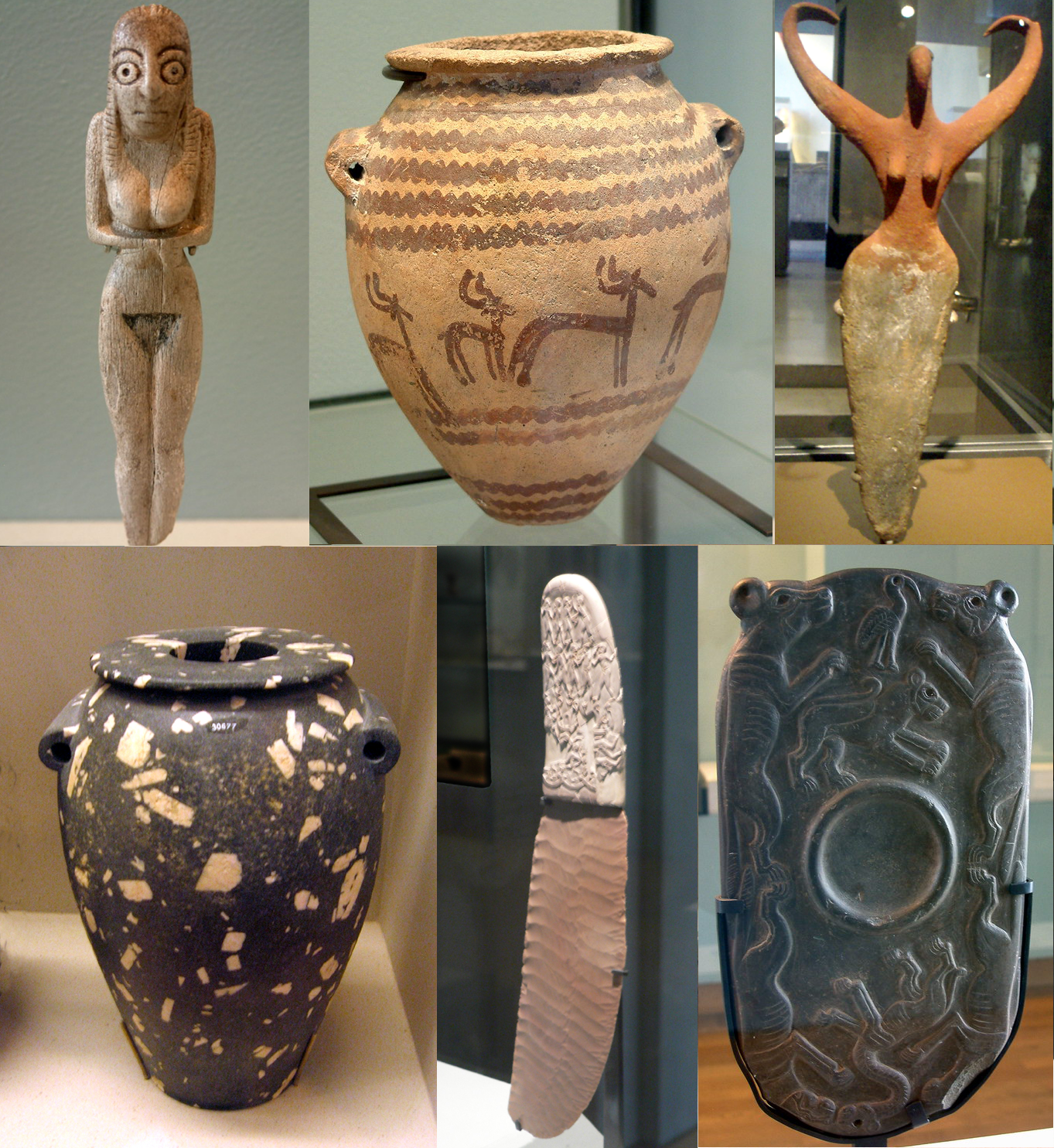
منتجات من مصر قبل الأسرات: مع عقارب الساعة من أعلى اليسار: تمثال لآلهة، جرة من نقادة، تمثال من العاج، جرة من الديوريت، سكين من حجر الصوان، باليتة تجميل.

#### حضارة دير تاسا
كانت الحضارة التاسية هي التالية في مصر العليا. تسمى هذه الحضارة بهذا الاسم نسبة للقبور التي وجدت في دير تاسا على الضفة الشرقية من نهر النيل بين أسيوط وأخميم. اشتهرت الحضارة التاسية بكونها أول من صنع الأواني ذات الحافة السوداء -وهي نوع من الفخار أحمر وبني مطلس بالأسود من الأعلى والداخل- . كان هذا الفخار حيويا في تأريخ مصر ما قبل عصر الأسر. لأن كل تواريخ حقبة ما قبل الأسر ضعيفة على أحسن تقدير، طور فلندرز بيتري نظاما يدعى التأريخ التسلسلي والذي يمكن عن طريقه التأكد من التاريخ النسبي -إن لم يكن الحقيقي لأي موقع «قبل أسري» عن طريق فحص الفخار الخاص به.
بتقدم عصر ما قبل الأسر، تطور استخدام الفخار من الوظيفية إلى الاستخدام الزخرفي. ويمكن أيضا استخدام درجة الزخرفة أو الوظيفية في أي موقع أثري لتحديد التاريخ النسبي لهذا الموقع. ونظرا لوجود اختلاف بسيط فقط بين الخزف التاسي والفخار البداري، فإن الثقافة التاسية متداخلة بشكل كبير مع الحضارة البدارية. ومن الفترة التاسية فصاعدًا، يبدو أن مصر العليا كانت متأثرة بقوة بحضارة مصر السفلى.

#### حضارة البداري
الحضارة البدارية، منذ 4400 إلى 4000 ق.م، تمت تسميتها على اسم موقع البداري قرب دير تاسا. لقد خلفت الحضارة التاسية ولكنها كانت مشابهة جدا لها حتى أن العديد يعتبرهما فترة واحدة متواصلة. استمرت الحضارة البدارية في إنتاج نوع الفخار المسمى الأواني ذات الحافة السوداء (وإن كانت تحسنت كثيرا في الجودة) وتم منحها الأرقام 21 - 29 في التأريخ التسلسلي. الفارق الرئيسي الذي يمنع العلماء من دمج هاتين الفترتين هو أن المواقع البدارية استخدت النحاس بالإضافة إلى الحجارة ما يجعلها مستوطنات تابعة للعصر النحاسي، في حين أن المواقع التاسية لا تزال تعتبر ضمن العصر الحجري وتحديدا العصر الحجري الحديث.
استمر تطور أدوات الصوان البدارية إلى شفرات أكثر حدة وجمالًا، ونشأ أول فاينس. امتدت المواقع البدارية بوضوح من نخن إلى الشمال قليلا من أبيدوس. بحسب ما يبدو، فإن حضارة الفيوم أ والحقبتين البدارية والتاسية تداخلوا بشكل كبير، إلا أن حضارة الفيوم أ كانت أقل بكثير زراعيا وكانت بطبعها تنتمي للعصر الحجري الحديث.

#### حضارة نقادة

##### الحضارة العمراتية (نقادة I)

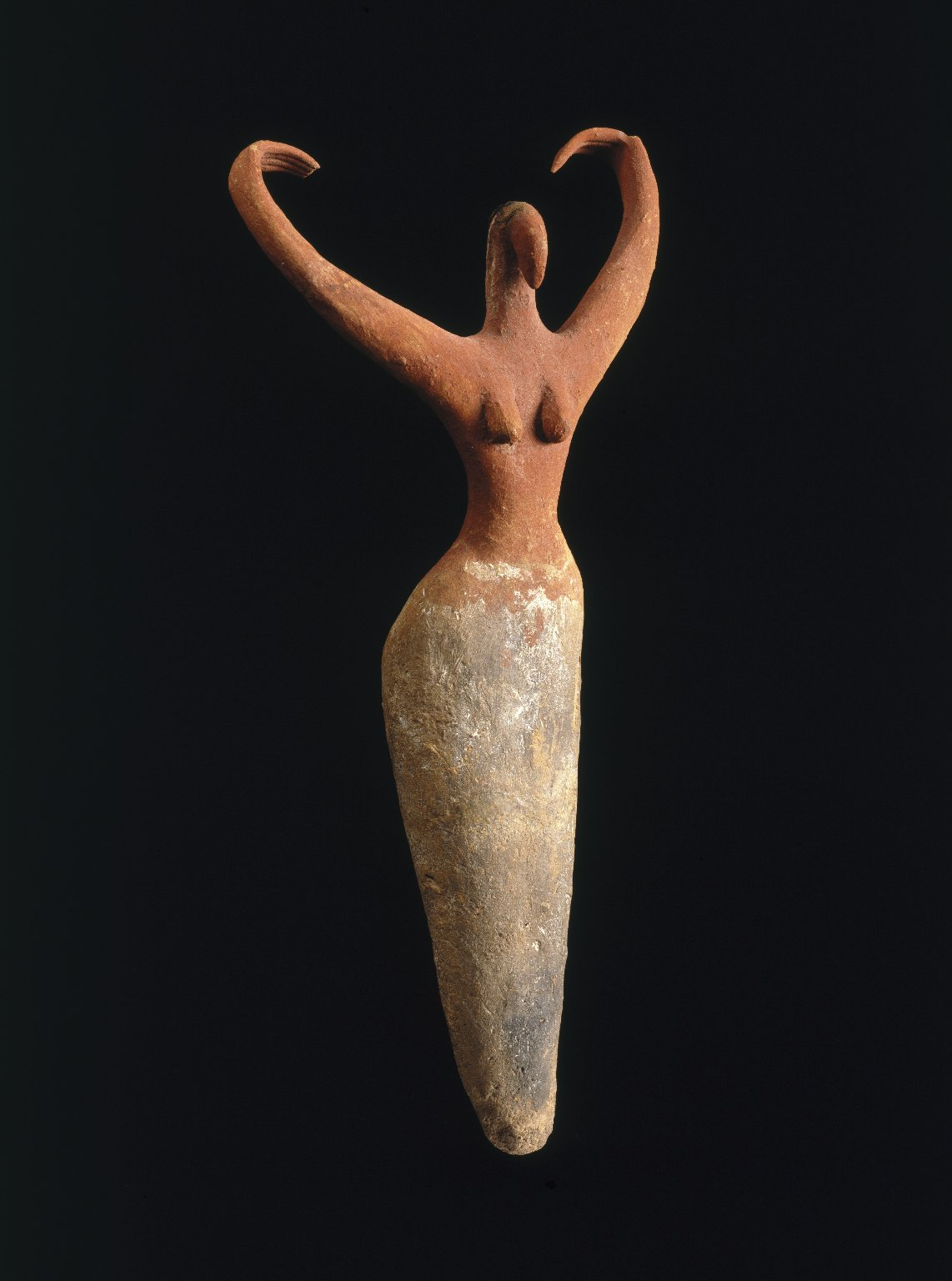
رمز أنثوي ، يسبق 3500-3400 ق.م. مصنوع من طين النضيح ومطلي ، 11.5 × 5.5 × 2.25 بوصة (29.2 × 14 × 5.7 سم). متحف بروكلين

استمرت الحضارة العمراتية من حوالي عام 4000 إلى 3500 ق.م. تسمى الحضارة بهذا الاسم على اسم موقع العمرة الذي يقع نحو 120 كم جنوب البداري. والعمرة هي أول موقع تكتشف فيه تلك الحضارة بوضوح دون مزج مع حضارة جرزة اللاحقة، لكن هذه الفترة موثقة بشكل أفضل في موقع نقادة ولهذا يطلق عليها أيضا حضارة نقادة I. استمرت الأواني ذات الحافة السوداء في الظهور، ولكن ظهرت أيضا في تلك الحقبة الأواني ذات الخطوط البيضاء المتقاطعة - وهي نوع من الفخار تمت زخرفته بخطوط بيضاء قريبة ومتوازية متقاطعة مع مجموعة أخرى من الخطوط البيضاء القريبة والمتوازية. تقع الحقبة العمراتية بين 30-39 في نظام التأريخ التسلسلي لبيتري.
وتشير الأشياء المنقب عنها حديثا إلى زيادة التجارة بين مصر العليا والسفلى في تلك الفترة. حيث وجدت مزهرية حجرية من الشمال في العمرة، وكذلك النحاس الذي لم يكن يتم التنقيب عنه في مصر تم استيراده من سيناء أو النوبة. السبج، وكمية قليلة من الذهب تم استيرادهما بكل تأكيد من النوبة. التجارة مع الواحات محتملة أبضا..
ظهرت ابتكارات جديدة في المستوطنات العمراتية تمهيدًا للفترات الحضارية اللاحقة. على سبيل المثال، المباني المصنوعة من الطوب الطيني التي اشتهرت بها الحقبة الجرزية ظهرت لأول مرة في الحقبة العمراتية ولكن فقط بأعداد صغيرة. بالإضافة إلى ذلك، ظهرت لوحات (باليتات) التجميل البيضاوية وذات الأشكال الحيوانية في هذه الفترة، لكن الصنعة كانت بدائية للغاية ولم تكن أشكالها الفنية ذات التضاريس -التي اشتهرت بها فيما بعد- موجودة.

##### حضارة جرزة (نقادة II)

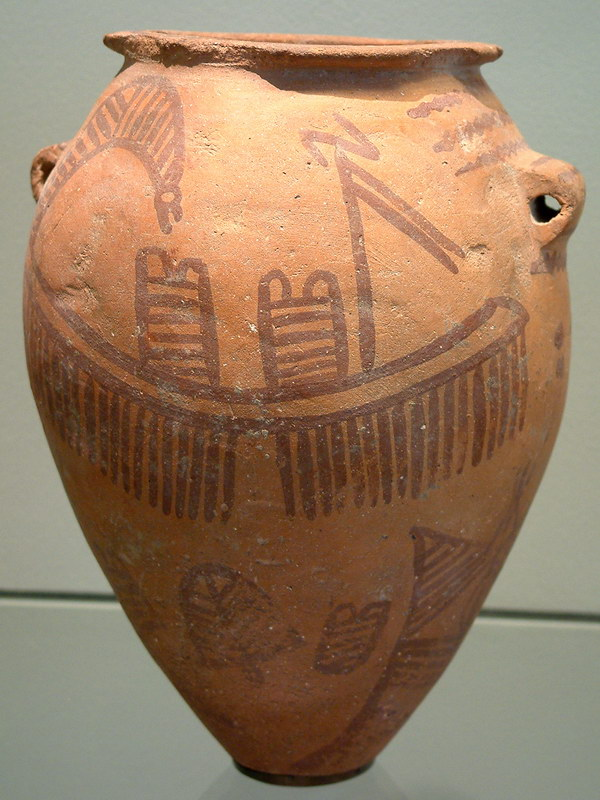
وعاء نموذجي من حضارة نقادة II مع رسم مركب

حضارة جرزة التي امتدت من حوالي سنة 3500 إلى 3200 ق.م.  تسمى كذلك على اسم موقع جرزة. كانت حضارة جرزة هي المرحلة التالية في التطور الحضاري المصري، وكانت تلك الفترة هي التي شهدت تأسيس عصر الأسر في مصر. حضارة جرزة هي بشكل كبير تطور غير منقطع للحضارة العمراتية، حيث بدأت من الدلتا ومنها تحركت جنوبا نحو مصر العليا، لكنها فشلت في إزاحة الحضارة العمراتية من النوبة. منح المصنوعات الفخارية الجزرة قيمًا من 40 حتى 62 في التأريخ التسلسلي، وكانت مختلفة بشكل مميز عن الأواني ذات الخطوط البيضاء المتقاطعة أو ذات الحافة السوداء. تم طلاء الفخار في أغلب الأوقات باللون الأحمر الداكن مع صور لحيوانات وأشخاص ومراكب، بالإضافة إلى رموز هندسية تبدو مشتقة من الحيوانات. كذلك فإن المقابض «المموجة»، والتي كانت نادرة قبل تلك الفترة (كانت تتواجد سابقًا في بعض الأحيان مبكرا لدرجة 35 في التأريخ التسلسلي) أصبحت أكثر شيوعًا ودقة حتى أصبحت مزخرفة بالكامل تقريبا.
تزامنت حضارة جرزة مع نقص كبير في سقوط الأمطار،  وأنتجت الزراعة بطول النيل الغالبية العظمى من الطعام،  رغم ذلك فإن الرسومات المعاصرة توضح أن الصيد لم يختفي بالكامل. ومع زيادة الإمدادات الغذائية ـ اتبع المصريون أسلوب حياة أكثر حضرية بكثير ونمت المدن إلى 5000.
كانت تلك الفترة هي التي توقف فيها سكان المدن المصرية عن البناء بالقصب، وبدأوا في إنتاج الطوب الطيني بكثافة لبناء مدنهم -تواجد هذا الطوب لأول مرة في الحقبة العمراتية- ..
تحولت الأدوات الحجرية المصرية - حين كانت لا تزال مستخدمة - من تركيبات تدعى فؤوس حجرية إلى تركيبات ذات رقائق مموجة. واستخدم النحاس في جميع أنواع الأدوات،   وظهرت أول الأسلحة النحاسية في هذه الفترة. استخدمت الفضة والذهب واللازورد والفاينس بشكل زخرفي،   واستخدمت لوحات الطحن كطلاء للعين نظرا لأن العصر البداري بدأ يتزين بمنحوتات التضاريس.
كذلك، تم بناء أول مقابر على الطريقة المصرية التقليدية، وشكلت على شكل البيوت العادية وتكونت أحيانا من غرف متعددة. رغم أننا بحاجة لمزيد من التنقيب في الدلتا، إلا أنه من المعتقد أن تلك الطريقة (في بناء المقابر) نشأت هناك وليس في مصر العليا.

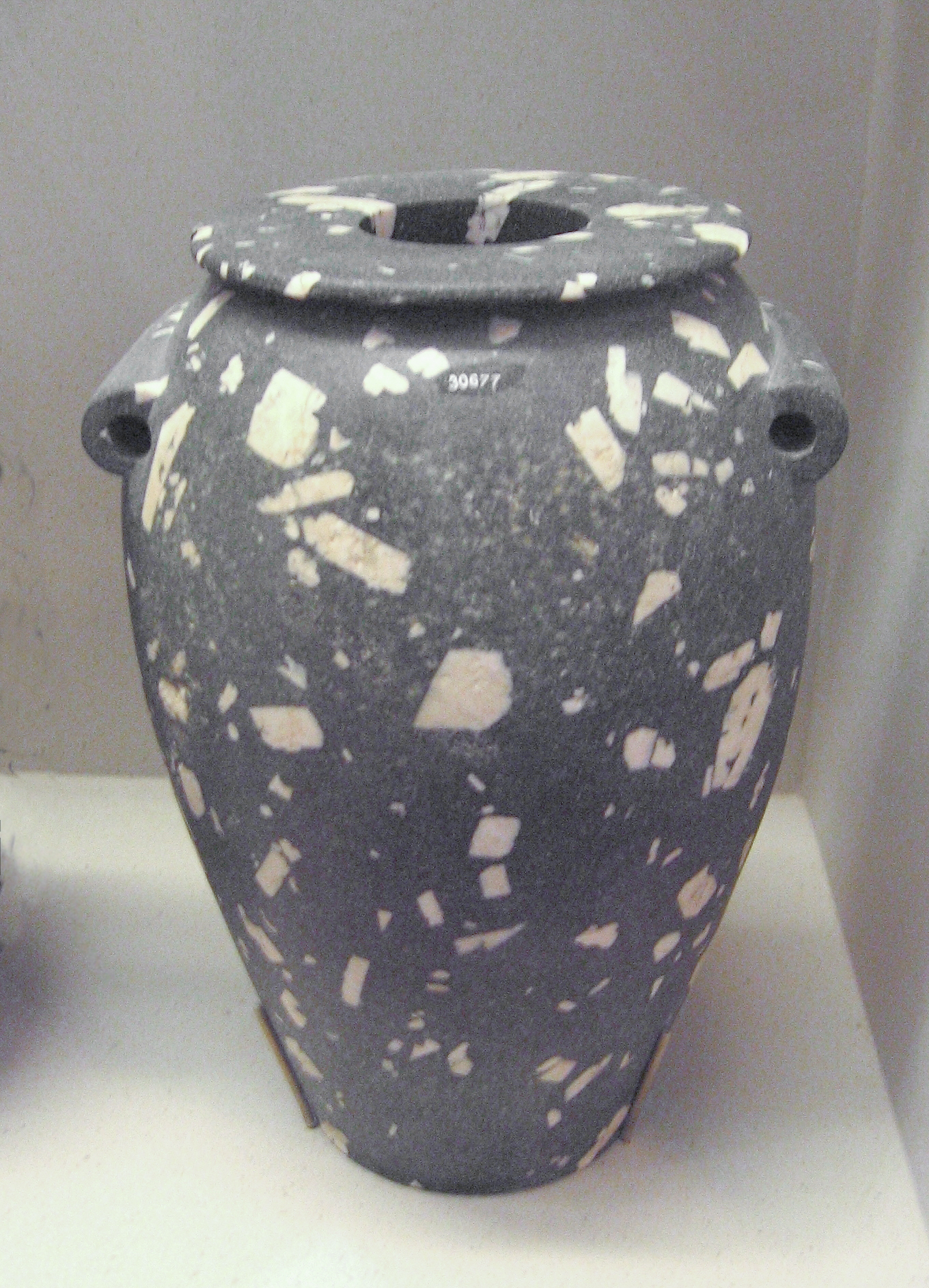
مزهرية من الديوريت من فترة جرزة أو نقادة II، حوالي 12 بوصة (30 سم)

رغم أنه أصبح من المتعارف عليه حاليا أن حضارة جرزة هي استمرار للحقبة العمراتية، إلا أن كمية كبيرة من التأثيرات الرافدية شقت طريقها إلى مصر أثناء الحضارة الجرزية والتي سبق ترجمتها في سنوات سابقة كدليل على طبقة الحكم الرافدي المسماة «سباق الأسر»، والتي وصلت إلى السلطة في مصر العليا. هذه الفكرة لم تعد تجذب الدعم الأكاديمي.
دخلت الأشياء الغريبة والأشكال الفنية مصر بشكل مميز في تلك الحقبة، ما يشير إلى العديد من الاتصالات مع أجزاء من آسيا. حيث عُثر في مصر على أدوات كسكين جبل العراق (الصوان)، والتي تحتوي بوضوح على نقوش لتضاريس رافدية . كذلك الفضة التي ظهرت في تلك الفترة لم يكن من الممكن الحصول عليها إلا من آسيا الصغرى.
بالإضافة لذلك، صنعت الأدوات المصرية لتشبه بوضوع الأشكال الرافدية وإن كان بشكل غير خانع. ظهرت أسطوانات الأختام في مصر، بالإضافة إلى اللوحات المعمارية المعلقة، صنعت التضاريس المصرية على لوحات التجميل بنفس طريقة نظيرتها المتزامنة مع فترة أوروك في بلاد الرافدين، الصولجانات الاحتفالية التي ظهرت من نهاية الفترة الجرزية وبداية السميانية صُممت بالطريقة الرافدية «كمثرية الشكل»، بدلا من الشكل المصري المحلي.
من الصعب تحديد طريقة هذه التجارة، لكن التواصل مع كنعان لم يسبق عصر بداية الأسر، ولذلك يتم عادة افتراض أنه تم عن طريق الماء. حين كانت نظرية سباق الأسر لا تزال شائعة، تم افتراض أن بحاري أوروك أبحروا عبر شبه الجزيرة العربية، إلا أن طريق البحر المتوسط - عن طريق وسطاء من خلال جبيل - أكثر احتمالًا بدليل وجود أشياء من جبيل في مصر.
قد تشيرحقيقة أن مواقع جرزية كثيرة تواجدت على حافة الشعبان المؤدية للبحر الأحمر إلى أن بعض التجارة تمت عن طريق البحر الأحمر (رغم أن تجارة جبيل ربما عبرت من خلال سيناء ثم اتخذت طريق البحر الأحمر). كما يعتبر أيضًا من غير المحتمل أن شيئا معقدا كاللوحات المعمارية المعلقة يكون قد اتنقل إلى مصر عن طريق الوكلاء، وإنما على الأقل عن طريق عدد صغير من المهاجرين.
رغم هذا الدليل على التأثير الأجنبي، يتفق علماء المصريات عامة أن حضارة جرزة لا تزال في أغلبها مصرية الأصل.

##### فترة الأسر الأولية (نقادة الثالثة)
| وصلة=\|بديل=T3\|38x38بك |

فترة نقادة الثالثة الممتدة من 3200 إلى 3000 ق.م.  تُقبل عامة كمتطابقة مع فترة الأسر الأولية، والتي توحدت خلالها مصر.
تشتهر حضارة نقادة الثالثة بكونها العصر الأول للغة الهيروغليفية (رغم أن هذا محل خلاف لدى البعض)، شهدت الاستخدام الأول للسيرخ، أول ري، وأول ظهور للمقابر الملكية.
تم بناء ضاحية المعادي الغنية نسبيا بالقاهرة في مكان معقل نقادة الرئيسي.

## الجدول الزمني
(جميع التواريخ تقريبية)
- أواخر العصر الحجري القديم، من الألفية الـ40 ق.م
  - صناعة الأدوات العاترية 
  - مساكن شبه دائمة في وادي حلفا 
  - أدوات مصنوعة من عظام الحيوانات، الهيماتيت وأحجار أخرى
- عصر حجري حديث، من الألفية 11 ق.م
  - حوالي 10500 ق.م: زراعة الحبوب البرية بطول النيل، حضارة طحن الحبوب تنشئ أول شفرات منجل حجرية في العالم تقريبا في نهاية العصر الحديث الأقرب.
  - حوالي 8000 ق.م: هجرة السكان إلى النيل ما أدى إلى مجتمع أكثر تمركزًا واقتصاد زراعي مستقر
  - حوالي 7500 ق.م: استيراد الحيوانات من آسيا إلى الصحراء الكبرى
  - حوالي 7000 ق.م: الحيوانات الزراعية والحبوب في شرق الصحراء الكبرى
  - حوالي 7000 ق.م: في نابتا بلايا تم حفر آبار مياه عميقة سنويًا، وتصميم مستوطنات كبيرة منظمة في مناطق مخطط لها
  - حوالي 6000 ق.م: سفن بدائية (بمجداف وشراع) مصورة على الفن الحجري المصري
  - حوالي 5500 ق.م: غرف تحت الأرض ذات سقف حجري ومجمعات أخرى تحت الأرض في نبتا بلايا تحتوي على مواشي كقرابين
  - حوالي 5000 ق.م: حجر الجندل الأثري الفلكي المزعوم في نبتا بلايا. [بحاجة لمصدر]
  - حوالي 5000 ق.م: الحضارة البدارية: الأثاث، وأدوات المائدة، ونماذج من بيوت مستطيلة، وأوعية، وأطباق، وكؤوس، وطاسات، ومزهريات، وأمشاط وتماثيل
  - حوالي 4400 ق.م: خيوط كتان منسوجة بشكل جيد [61]
- الاختراع السائد، من الألفية الرابعة ق.م
  - قبل 3400 ق.م:
    - مستحضرات تجميل  [بحاجة لمصدر]
    - استئناس الحمار [بحاجة لمصدر]
    - المصنوعات الحديدية (نيزكي) [62]
    - الملاط (المونة)

  - حوالي 4000 ق.م:
    - تجارة نقادى المبكرة (انظر طريق الحرير)

  - الألفية الرابعة ق.م: بناء المقابر الجرزية، بما في ذلك غرف تحت الأرض، دفن الأساس والتمائم
  - الألفية الرابعة ق. م: استيراد الأرز من لبنان [63]
  - حوالي 3900 ق.م: حدث قحولة في الصحراء الكبرى يؤدي إلى هجرة بشرية إلى وادي النيل [64]
  - حوالي 3500 ق.م: استيراد اللازورد من بدخشان و/أو بلاد الرافدين (انظر طريق الحرير)
  - حوالي 3500 ق.م: السينيت، أقدم لعبة ألواح في العالم (مؤكد)
  - حوالي 3500 ق.م: الفاينس، أقدم خرز مطلي بالسيراميك في العالم [بحاجة لمصدر]
  - حوالي 3300 ق.م: آلات موسيقية وسمسمية من القصب المزودج (انظر موسيقى مصرية)
  - حوالي 3100 ق.م: وحد الملك مينا أو حور عحا مصر العليا والسفلى